# 續水滸傳
《續水滸傳》，又名《征四寇》，接《水滸》原書七十回，共有五十回寫起。作者託名羅貫中，也有可能來自《水滸》原書的節選。後和簡本水滸傳(前傳)、三國演義合刻成《英雄譜》。近代由亞東圖書館發行單行本，又名《征四寇》。而《水滸傳》的後半部，在一百回版本是三十回，包括了招安，征遼和征方臘，在一百二十回版本還包括征田虎、征王慶。与水滸傳(前傳)相比，《續水滸傳》比較吻合羅貫中的「忠君」思想。

## 回目

### 第一部（招安前）
- 第 一 回　　忠義堂石碣受天文　　梁山泊英雄排座次
- 第 二 回　　柴進簪花入禁院　　　李逵元夜鬧東京
- 第 三 回　　黑旋風喬捉鬼　　　　梁山泊雙獻頭
- 第 四 回　　燕青智撲擎天柱　　　李逵壽張喬坐衙
- 第 五 回　　活閻羅倒船偷御酒　　黑旋風扯詔謗徽宗
- 第 六 回　　吳加亮布四斗五方旗　宋公明排九宮八卦陣
- 第 七 回　　梁山泊十面埋伏　　　宋公明兩贏童貫
- 第 八 回　　十節度議取梁山泊　　宋公明一敗高太尉
- 第 九 回　　劉唐放火燒戰船　　　宋江兩敗高太尉
- 第 十 回　　張順鑿漏海鰍船　　　宋江三敗高太尉
- 第十一回　　燕青月夜遇道君　　　戴宗定計賺蕭讓
- 第十二回　　梁山泊分金大買市　　宋公明全夥受招安

### 第二部（征大遼）
- 第十三回　　宋公明奉詔破大遼　　陳橋驛滴淚斬小卒
- 第十四回　　宋公明兵打薊州城　　盧俊義大戰玉田縣
- 第十五回　　宋公明夜度益津關　　吳學究智取文安縣
- 第十六回　　宋公明大戰獨鹿山　　盧俊義兵陷青石峪
- 第十七回　　兀顏光陣列渾天像　　宋公明夢授玄女法
- 第十八回　　宋公明破陣成功　　　宿太尉頒恩降詔

### 第三部（征田虎）
- 第十九回　　　五台山宋江參禪　　　雙林鎮（渡）燕青射雁
- 第二十回　　　宿太尉保舉宋江　　　盧俊義分兵征討
- 第二十一回　　盛提轄舉義投降　　　元仲良憤激出家
- 第二十二回　　眾英雄大會唐斌　　　瓊英郡主配張清
- 第二十三回
- 第二十四回　　關勝義降三將　　　　李逵莽陷眾人
- 第二十五回　　宋公明忠感后土　　　喬道清術敗宋兵
- 第二十六回　　幻魔君術窘五龍山　　入雲龍兵圍百谷嶺
- 第二十七回　　陳觀諫官升安撫　　　瓊英處女做先鋒
- 第二十八回　　張清緣配瓊英　　　　吳用計鴆鄔梨
- 第二十九回　　花和尚解脫緣纏井　　混江龍水灌太原城
- 第三十回　　　張清瓊英雙建功　　　陳觀宋江同奏捷

### 第四部（征王慶）
- 第三十一回　　高俅恩報柳世雄　　　王慶被陷配淮西
- 第三十二回　　王慶遇龔十五郎　　　滿村嫌黃達鬧場
- 第三十三回　　王慶打死張太尉　　　夜走永州遇李杰
- 第三十四回　　王慶快活林使棒　　　段三娘招贅王慶
- 第三十五回　　宋公明避暑療軍兵　　喬道清迴風燒賊寇
- 第三十六回　　書生談笑卻強敵　　　水軍汩沒破堅城
- 第三十七回　　宋江大勝紀山軍　　　朱武打破六花陣
- 第三十八回　　喬道清興霧取城　　　小旋風藏炮擊賊
- 第三十九回　　王慶渡江被捉　　　　宋江剿寇成功

### 第五部（征方臘）
- 第四十回　　　張順夜伏金山寺　　　宋江智取潤州城
- 第四十一回　　盧俊義分兵宣州道　　宋公明大戰毗陵郡
- 第四十二回　　混江龍太湖小結義　　宋公明蘇州大會垓
- 第四十三回　　寧海軍宋江弔孝　　　湧金門張順歸神
- 第四十四回　　張順魂捉方天定　　　宋江智取寧海軍
- 第四十五回　　盧俊義分兵歙州道　　宋公明大戰烏龍嶺
- 第四十六回　　睦州城箭射鄧元覺　　烏龍嶺神助宋公明
- 第四十七回　　盧俊義大戰昱嶺關　　宋公明智取清溪洞
- 第四十八回　　魯智深浙江坐化　　　宋公明衣錦還鄉
- 第四十九回　　宋公明神聚蓼兒洼　　徽宗帝夢游梁山泊